# ماده‌تاریخ
ماده‌تاریخ کلمه یا کلماتی معنی‌دار است که به حساب جمل مساوی با یک تاریخ مشخص و مورد نظر می‌شود. به‌عبارت دیگر ماده‌تاریخ آن است که مجموع حروف بیت یا مصراع یا عبارتی به حساب ابجد با تاریخ واقعه‌ای تطبیق کند. مانند شعر زیر که «قرب طاعت» معادل ۷۸۲ ه‍. ق. است.
| بهاءالحق والدین طاب مثواه |  | امام سنت و شیخ جماعت |

...
| به طاعت قرب ایزد می‌توان یافت |  | قدم در نه گرت هست استطاعت  |
| بدین دستور تاریخ وفاتش       |  | برون آر از حروف «قرب طاعت» |

ماده‌تاریخ ذکر تاریخی است به شعر یا گاهی نثر در قطعه‌ای کوتاه برای واقعه‌های گوناگون اعم از جلوس یا فوت یا قتل پادشاهی یا مرگ و قتل امیر، وزیر، شاعر،  حکیم و مانند آن‌ها. معمولاً شعری که از این راه پدید می‌آید قطعه‌ای کوتاه است که شاعر در یکی دو بیت آخر آن تاریخ مورد نیاز را ذکر می‌کند و بیت‌های پیشین از آن را برای تمهید می‌آورد و معمولاً این مقدمه برای معرفی و بیان وجه اهمیت کسی یا واقعه‌ای گفته می‌شود که تاریخ آن ذکر گردیده‌است. اصطلاحاً تاریخ گویی به این نحو را ماده‌تاریخ‌سازی می‌گویند.
در گذشته حتی برخی از اسامی، اشارات و محاسبات نجومی را به حساب جمل بکار می‌بردند. جرجی زیدان در آداب اللغه می‌گوید:
کان اهل الحساب فی صدر الاسلام یستخدمون به حروف الهجا کما نستخدم الارقام الهندسیه. مسلمین برای هر حرف از حروف ابجد شماره‌ای قائل شده‌اند و حساب جمل را تشکیل داده‌اند. بدرالدین محمد ابونصر فراهی می‌گوید:
| یکان یکان شمر ابجد حروف تا حطی  |  | چنانچه از کلمن عشر عشر تا سعفص |
| پس آنگه از قرشت تا ضظغ شمر صدصد |  | دل از حساب جمل شد تمام مستخلص  |

## پیشینه
فن ماده‌تاریخ از ظرایف شعرسرایی است و اغلب آن را جزو صنایع مستظرفه دانسته‌اند. در زمان‌های کهن نزدیک به اوایل پیدایش اسلام، بیان تاریخ به حساب ابجد یا حروف مقطعه معمول بوده‌است. بعدها حساب جمل در میان شعرای عربی گو، ترکی سرا و پارسی گو جاری و متداول گردید و از سده پنجم به این سوی شایع گردید. ماده‌تاریخ پدیدهای است که از سده هفتم به بعد در ادبیات فارسی رایج شد.
این فن ادبی در دوره صفویه به اوج خود رسید سپس با آمدن مدرنیته و پیشرفت فناوری در دنیای امروز، رفته رفته به فراموشی سپرده شد. از میان شعرای ماده‌تاریخ‌نویس صد سال اخیر ایران می‌توان به جلال‌الدین همایی و نظمی تبریزی اشاره کرد.

## نقش اسامی خاص
تاریخ مخحصن شدن حسن صباح در قلعه الموت، همان «الموت» برابر ۴۷۷ است. از عجایب وقایع، ماجری قتل «میرزا شاه حسین اصفهانی» وزیر شاه اسماعیل اول صفوی است که به سال ۹۲۹ اتفاق افتاد و این رقم درست معادل حروف نام اوست. همچنین در تاریخ وفات «کمال‌الدین اسمعیل اصفهانی» که توسط عبدالحمید حقیقی نخجوانی استخراج شده برابر حروف نام وی یعنی ۶۳۵ است. تاریخ وفات «آقارضی» قزوینی متخلص به سرور توسط میرزا حسن تأثیر تبریزی بدین ترتیب دریافت شده‌است:
| همان «آقارضی» تاریخ او شد |  | پی تاریخ او گردید فکرم |

بنابر نظر جلال‌الدین همایی و عباس فرات، تاریخ درگذشت وحید دستگردی صاحب مجله ارمغان «ارمغان وحید» (یعنی ۱۳۲۰) است. تاریخ نگارش کتاب پارسی نغز اثر علی‌اصغر حکمت بنابر نظر نگارنده، همان «پارسی نغز» معادل ۱۳۳۰ شمسی قرار گرفته‌است. جا دارد گفته شود که کتاب مزبور متضمن مقالات و اشعار به فارسی سره و خالی از کلمه‌های عربی است. تاریخ انتشار روزنامه شفق سرخ همان «شفق سرخ» برابر ۱۳۴۰ قمری است که توسط علی دشتی انتشار می‌یافت.